# Корасслоение
Корасслоение — определённый тип непрерывных отображений между топологическими пространствами с определяющим свойством, двойственным к свойству поднятия гомотопий, выполняющихся для расслоений.

## Определение
Непрерывное отображение {\displaystyle i\colon A\to X},
между топологическими пространствами {\displaystyle A} и {\displaystyle X} называется корасслоением, если оно удовлетворяет свойству продолжения гомотопии для всех топологических пространств {\displaystyle Y}.

## Свойства
- Для хаусдорфовых пространств любое корасслоение замкнуто и инъективно.

- В кодекартова квадрате корасслоение является корасслоением.

- Любое отображению факторизуется через корасслоение. То есть если {\displaystyle f\colon X\to Y} произвольное непрерывное отображение и {\displaystyle Z_{f}} ego цилиндр, то для вложения {\displaystyle j\colon x\mapsto (x,0)} и проекции {\displaystyle r\colon (x,s)\mapsto f(x)}:
{\displaystyle X{\xrightarrow {j}}Z_{f}{\xrightarrow {r}}Y}

выполняется {\displaystyle f=r\circ j}.
- Есть включение {\displaystyle A\subset X} является корасслоением, то {\displaystyle A} есть деформационный ретракт {\displaystyle X}.

## Вариации и обобщения
- В гомотопический копредел[англ.] обобщает понятие корасслоения.